# M'Hamed Bougara
Pour les articles homonymes, voir Bougara.
 (juillet 2013).
Si vous disposez d'ouvrages ou d'articles de référence ou si vous connaissez des sites web de qualité traitant du thème abordé ici, merci de compléter l'article en donnant les références utiles à sa vérifiabilité et en les liant à la section « Notes et références ».
Bougara Ahmed Ben Larbi dit Si M'Hamed, né le 2 décembre 1928 à Khemis Miliana et mort le 5 mai 1959 à Ouled Bouachra, était un colonel qui a remplacé successivement les colonels Ouamrane puis Si Sadek à la tête de la Wilaya IV de l'ALN et mort au combat durant la guerre d'Algérie.

## Biographie

### Jeunesse
Ahmed est le troisième d’une fratrie de 7 enfants issus d’une modeste famille conservatrice, originaire de Tittest, village de la commune de Harbil Daïra de Guenzet en Petite Kabylie au nord-ouest de Sétif.
La région fait partie de la confédération des Aït Yaâla.
Il devient cheminot à Khemis Miliana. Membre des Scouts musulmans algériens où il connaitra les principes du militantisme avec le faoudj ibn khaldoun de Miliana, faoudj qui a été fondé en 1930 par Mohamed Bouras, il adhère à 16 ans au PPA, il sera arrêté à la suite des massacres du 8 mai 1945.
Larbi, son père, était technicien réparateur dans la téléphonie à Affreville (Khemis Miliana) où est né le jeune Ahmed. Il faut dire que le nom réel de la famille à Tittest est Benmessaoud, nom hérité vraisemblablement d’un ancêtre de Larbi qui était connu sous le prénom de Messaoud. Par contre, le nom patronymique des Bougara aurait été attribué par l’administration coloniale en référence à Bougaa (ex-Lafayette), dont dépendait à cette époque Tittest.

## Clandestinité

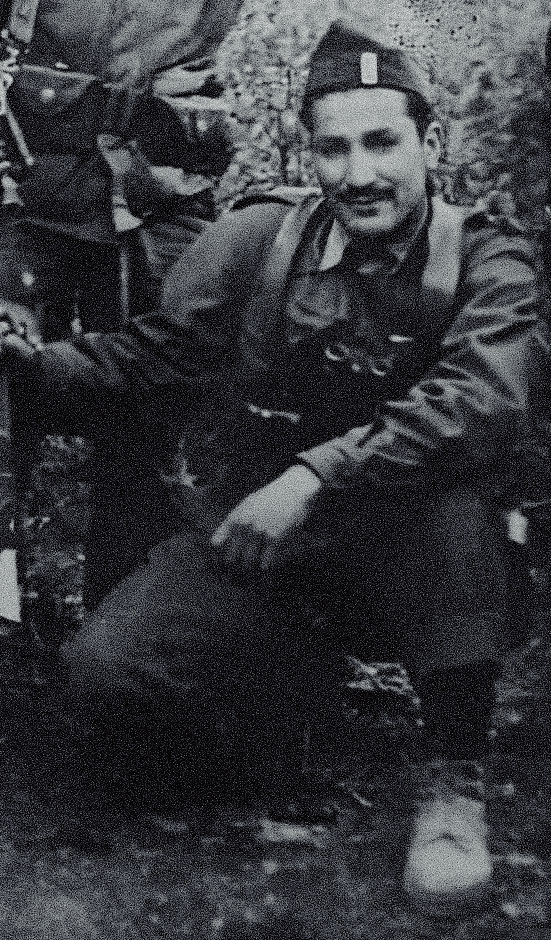
M'Hamed Bougara

Il fera ensuite partie de l'Organisation spéciale (OS), il sera de nouveau arrêté en 1950 puis mis en résidence surveillée jusqu'en 1954 où il montera au maquis au Djebel Amrouna dans la région de Theniet El Had. En 1956, il est capitaine, il sera promu commandant politique de la Wilaya IV lors du Congrès de la Soummam. Deux ans plus tard, il est nommé colonel et chef de la même Wilaya IV. Il participera à bon nombre de batailles dans les montagnes de Médéa, Blida et Khemis Miliana.
Il meurt les armes à la main, le 5 mai 1959 à Ouled Bouachra. Les circonstances de sa disparition n’ont toujours pas été élucidées.

## Postérité
Deux communes d'Algérie portent son nom : Bougara à Blida, anciennement Rovigo et Bougara de Tiaret, anciennement Hardy.
Son nom a été donné à plusieurs grandes artères de villes et villages algériens, notamment l'ancien boulevard Gallieni qui relie Alger-Centre à El Biar.
En 2022, Le ministre des moudjahidine M. Laïd Rebigua annonce le coup d'envoi du tournage d'un film a la gloire du colonel Bougara, en partenariat avec le ministère de la culture et des arts.

## Décorations
- Ahid de l'ordre du Mérite national d'Algérie.